# Beeldsnijder (geslacht)

Familiewapen van Beeldsnijder

Beeldsnijder is een Nederlands geslacht waarvan een lid in 1828 werd verheven in de Nederlandse adel en dat in 1903 uitstierf.

## Geschiedenis
De bewezen stamreeks begint met Willem Beeldsnijder (Bielsnyer) die zich voor 1529 vanuit Kampen vestigde te Epse. Een nakomeling, Wijer (1611-1693), vestigde zich te Amsterdam en werd daar poorter in 1641. Op 4 mei 1828 werd diens nakomeling Gerard Johannes Beeldsnijder (1791-1853) verheven in de Nederlandse adel; met zijn dochter stierf het geslacht in 1903 uit.

## Enkele telgen
François Beeldsnijder (1688-1765), luitenant en kapitein der burgerij
- Gerard Beeldsnijder (1719-1770), lid firma François en Gerard Beeldsnijder, vaandrig en kapitein der burgerij
  - mr. Johannes Beeldsnijder (1761-1817), advocaat bij het Hof van Holland, schout en secretaris van Diemen en Diemerdam, schepen en raad van Amsterdam
    - jhr. Gerard Johannes Beeldsnijder, heer van Voshol en Vrije Nes (door koop 1834) (1791-1853), luitenant nationale garde, majoor der schutterij, lid ridderschap en provinciale staten van Utrecht; grondlegger van de collectie alba amicorum van de Haagse Koninklijke Bibliotheek in 1887[1]
      - jkvr. Henriette Johanna Beeldsnijder, vrouwe van Voshol (1827-1903), laatste telg van het adellijke geslacht; trouwde (1) in 1845 met Lodewijk Willem Arnold Stratenus (1820-1847), lid van de familie Stratenus, trouwde (2) in Utrecht op 15 november 1849 met Jacob des Tombe (1819-) (Vught, 1819-), lid van de familie Des Tombe, zoon van Daniel Gerard des Tombe (1787-1827) en van Cornelia Maria Verheijen van Citters, lid van de familie Van Citters
      - jkvr. Louise Johanna Beeldsnijder, vrouwe van Vrije Nes (1828-1858); trouwde in 1847 jhr. David Jan Martens (1820-1862), lid van de ridderschap van Utrecht, lid van de familie Martens